# Eudorylas uki
Eudorylas uki är en tvåvingeart som beskrevs av Kuznetzov 1990. Eudorylas uki ingår i släktet Eudorylas och familjen ögonflugor.
Artens utbredningsområde är Kazakstan. Inga underarter finns listade i Catalogue of Life.